# Keith Michell
Keith Michell (Adelaida, Austràlia, 1 de desembre de 1926 o 1928 - Hampstead, Anglaterra, 20 de novembre de 2015) va ser un conegut actor australià, particularment per les seves actuacions en televisió i cinema com el rei Enric VIII d'Anglaterra.
Va néixer a Adelaida i va créixer en Warnertown, prop de Port Pirie. El teatre en Port Pirie és nomenat en el seu honor.
Michell va ensenyar art fins a va debutar en obres teatrals a Adelaida en 1947 i després va actuar a Londres en 1951. Ha protagonitzat en diversos musicals, incloent la producció de Man of La Mancha, en què va interpretar el paper de Miguel de Cervantes i la seva creació ficcional, El Quixot. En 1964, va protagonitzar com Robert Browning en el musical Robert And Elizabeth, al costat de June Bronhill.
Va actuar amb el Teatre Shakespeare Memorial, com també va aparèixer en diverses pel·lícules i televisió, notablement com el Rei Enrique VIII en The Six Wives of Henry VIII en 1970 i com Heathcliff en Cims borrascosos. En la televisió nord-americana, Michell ha aparegut en Murder, She Wrote, interpretant a Dennis Stanton.
Va estar casat amb l'actriu Jeanette Sterke i va tenir un fill, Paul, i una filla, Helena.